# Органиц. Национале Комбатенти 1 (Напуљ)
Органиц. Национале Комбатенти 1 је насеље у Италији у округу Напуљ, региону Кампанија.
Према процени из 2011. у насељу је живело 130 становника. Насеље се налази на надморској висини од 2 м.